# Временное высшее церковное управление на Юго-Востоке России
Вре́менное вы́сшее церко́вное управле́ние на Ю́го-Восто́ке Росси́и (сокращённо ВВЦУ ЮВР) — временное церковное управление (фактически Синод), сформированное на состоявшемся 19—24 мая 1919 года Юго-Восточном русском церковном соборе в Ставрополе иерархами, управлявшими епархиями Юга России, территории которых были отрезаны от высшего руководства Церкви фронтами гражданской войны, «для разрешения всех вопросов… превышающих компетенцию духовной епархиальной и высшей военно-гражданской власти». Власть ВВЦУ ЮВР распространялась «на все области России по мере освобождения их Вооружёнными Силами Юга России». Временное высшее церковное управление было облечено всей полнотой власти, какая принадлежит патриарху с его Святейшим синодом и Высшим церковным советом, до восстановления связи с патриархом, когда оно немедленно должно было бы сложить все свои полномочия.
Де-факто концом ВВЦУ ЮВР следует считать ноябрь 1920 года, когда большинство входивших в него иерархов эмигрировало вместе с армией Врангеля.
Русская православная церковь заграницей ведёт своё историческое происхождение от Временного высшего церковного управления на Юге России.